# Rebecka Lagercrantz
Rebecca Lagercrantz, född 13 februari 1972, är en svensk barnläkare och konstnär.
Lagercrantz är dotter till barnläkaren Hugo Lagercrantz och författaren Rose Lagercrantz. Hon har arbetat på Sachsska barnsjukhuset, Astrid Lindgrens barnsjukhus och Martinas barnsjukhus. Som konstnär är hon representerad vid flera bibliotek, vårdcentraler och sjukhus. Hon har även illustrerat flera av moderns barnböcker.
Lagercrantz är gift med Jonas Moström och har två döttrar.